# Stade du Pairay
Le stade du Pairay est un stade de football situé dans la commune de Seraing, à proximité de Liège dans la province du même nom.
Ce stade a connu 8 saisons du Championnat de Belgique de Division 1.

## Histoire
L'enceinte a connu son heure de gloire dans les années 1980 et 1990 lorsque son club résident, le R. FC Sérésien accède à la Division 1. Le club évolue 8 saisons parmi l'élite du football belge (deux périodes: 5 saisons et 3 saisons).
Après la disparition du « matricule 17 » (absorbé par le Standard de Liège, le site qui connut aussi 33 saisons de Division 2 est occupé, à partir de 1996, par Seraing RUL. Celui-ci prend par la suite le nom de R. FC Sérésien (2006-2008) puis de R. FC de Seraing (2008-2014) joue « au Pairay » jusqu'au 30 juin 2014, date à laquelle il disparaît dans une fusion créant le Racing Club Charleroi-Couillet-Fleurus.
De 1999 à 2004, puis à partir de 2008, le R. FC de Liège occupe également ce stade.
À partir de la saison 2014-2015, le « stade du Pairay » retrouve l'antichambre de l'élite avec l'arrivée de Seraing United, porteur du matricule 167 racheté et déménagé depuis Boussu-Bois.

## Clubs résidents
- R. FC Sérésien: jusqu'en 1996
- Seraing RUL (et ses appellations successives): 1996-2014
- R. FC de Liège: 1999-2004, puis 2008-...¨
- RFC Seraing : 2014-...